# 小林達雄
小林 達雄（こばやし たつお、1937年11月2日 - ）は、日本の考古学者。國學院大學文学部名誉教授。新潟県立歴史博物館名誉館長。

## 経歴
1937年、新潟県長岡市生まれ。新潟県立長岡高等学校を卒業。その後、國學院大學文学部で学び、國學院大學大学院博士課程満期退学。
東京都教育庁文化課に入り、文化庁文化財調査官に転任。1978年に調査官を退任し、國學院大學文学部助教授に就いた。1985年に教授昇格。1994年、学位論文『縄文土器の研究』を國學院大學に提出して博士号を取得。2008年に國學院大學を定年退任し、名誉教授となった。2023年、アメリカ芸術科学アカデミーの会員に選出された。
役職
- 1998年4月 新潟県企画調整部参与。
- 2000年4月 新潟県環境生活部参与。
- 2000年8月 新潟県立歴史博物館館長。

## 著作
著書
- 『縄文土器 1』(日本の原始美術 1) 講談社 1979
- 『縄文の技と道具 縄文時代1』(日本のあけぼの 2) 毎日新聞社 1989
- 『縄文のかたちとこころ 縄文時代2』(日本のあけぼの 3) 毎日新聞社 1989
- 『縄文土器の研究』（小学館）1994
- 『縄文人の世界』（朝日選書）1996
- 『縄文人の文化力』新書館 1999
- 『ミュージアムの思想 小林達雄対談集』ミュゼ 1999
- 『縄文人追跡』日本経済新聞社 2000
  - 文庫化：ちくま文庫
- 『縄文の思考』ちくま新書 2008[3]

共編著
- 『日本陶磁全集 3　土偶・埴輪』亀井正道共編 中央公論社 1977
- 『日本原始美術大系I 縄文土器』講談社 1977
- 『図説発掘が語る日本史 第2巻 関東・甲信越編』新人物往来社 1986
- 『古代史復元 3　縄文人の道具』講談社 1988
- 『縄文土器大観』全4巻（編著、小学館）1988-89
- 『新版古代の日本 第7巻　中部』原秀三郎共編 角川書店 1993
- 『縄文時代における自然の社会化』編 雄山閣出版(季刊考古学・別冊) 1995
- 『最新縄文学の世界』編著 朝日新聞社 1999
- 『縄文土器の編年と社会』編　雄山閣出版(普及版・季刊考古学) 1999
- 『世界史のなかの縄文 対論』佐原真　新書館　2001
- 『縄文ランドスケープ』編著　ジョーモネスクジャパン機構 2002
- 『火炎土器の研究』編　同成社 2004
- 『古代翡翠文化の謎を探る』編　学生社　2006
- 『考古学ハンドブック』編　新書館　2007
- 『土器の考古学』安藤広道・後藤建一・田尾誠敏・手塚直樹共著　学生社(暮らしの考古学シリーズ)　2007
- 『総覧縄文土器 小林達雄先生古稀記念企画』アム・プロモーション　2008[4]
- 『世界遺産縄文遺跡』編著　同成社　2010